# Islamizarea Siriei
Siria este marcată de o pluritate confesională vastă, care include diferite religii și grupări religioase.
Cea mai predominantă religie din Siria este islamul, calculele indicând un procent de 74% (aprox. 12,600,000 oameni) de musulmani suniți, numărându-se apoi alawiții, ismailiții și șiiți cu un procent de 13% (aprox. 2,2 milioane oameni). Creștinismul este prezent în Siria într-o proporție de 10%.
Alte minorități religioase sunt druzii într-un procent de 3% din populație (aprox. 500 000 oameni), iar într-o mică măsură se numără și yazidiții și iudeii. 
Este greu de stabilit o statistică precisă a grupurilor și subgrupurilor religioase din cauza sensibilității pe care guvernul o are față de sectarismul demografic. In prezent, islamul este cea mai răspândită religie din Siria.
Un monument care atesta prezența culturii islamice în Siria este cunoscuta Mare Moschee din Damasc, moschee construită în secolul 8, în locul unui temenos roman din secolul 1, de către califul omeiad ʿAbd al-Malik ibn Marwān. 

## Istorie
Islamul este o religie monoteistă întemeiată, în secolul VII, de Profetul Mahomed și răspândită în Asia și Africa.
Islamizarea Siriei este proces complex și neuniform, fiind greu de stabilit cu exactitate conturarea sa islamică în Evul Mediu. Cu toate acestea, se pot distinge două perioade principale care au cauzat cucerirea și islamizarea Siriei: cucerirea lui Khālid ibn al-Walīd și stabilirea capitalei imperiului islamic la Damasc și cuceririle otomane.
H̱ālid ibn al-Walīd, care tocmai ce străpunse cu trupele sale Irakul, a fost chemat în ajutorul comandanților de pe frontul sirian, căci Siria reprezenta principala țintă ai adepților lui Muhammad (Mohamed). În scurt timp, după 18 zile caniculare și greu de suportat în deșert, H̱ālid ajunge în apropierea Damascului unde învinge armatele creștine ale gassanizilor, ca apoi să continuie marșul triumfal către Busra, unde își unește trupele cu alte forțe arabe care se apropiau de sudul și sud-estul Siriei.
H̱ālid preia conducerea întregii armate și izbândește la Agnādayn (30 iulie 634). În septembrie 635, Damascul capitualează în fața adversarilor arabi, „dupa șase luni de asediu”. 

### Bătălia decisivă de la Yarmūk
Împăratul bizantin Heracliu, care a încercat să apere creștinătatea în Orient, a trimis o armată în fruntea căreia se afla fratele său Theodor, drept încercare de recuperare a teritoriului pierdut.  Eforturile bizantine eșuează si imperiul pierde Siria în fața noilor cuceritori musulmani. Sentimentul locuitorilor ținuturilor cucerite este unul de călduros, de apreciere, aceștia părând că se bucură de noii săi conducători: „Ne place mai mult cârmuirea și judecata voastră decât asuprirea și samavolnicia voastră” 
La invadarea Siriei regiunea era locuită de o populație religioasă mixtă cu multiple ramuri ale creștinismului pe lângă iudaism și păgânism. Districtele militare formate după cucerire au fost Damasc, Ḥimṣ, Iordania și Palestina, iar ulterior Qinnasrīn, anexat ulterior de califul omeiad Yazīd I. 

### Islamizarea populației cucerite
Prima populație arabă din Siria care s-a convertit la islam a fost populația nomadă, adică garnizoanele arabe musulmane care au venit odată cu cuceririle. Istoricul al-Baladhūrī relateaza faptul că comandanții musulmani au făcut apel la arabii creștini care deja trăiau în Siria bazându-se pe strămoșul lor comun. Șeful tribului Banu Ġassān (mai târziu a regretat și s-a convertit) a refuzat să se convertească și a migrat în teritoriile încă stăpânite de bizantini, iar arabii din Qinnasrīn și Alep s-au dovedit a fi mult mai agreabili, mulți dintre ei acceptând islamul. Islamizarea populației sedentare începe în marile orașe dar și în zonele costale, datorită prezenței guvernatorilor musulmani și ale garnizoanelor. În aceste orașe importante au fost folosite ca locație pentru moschei. Lăcașele sfinte ale musulmanilor erau construite fie în locul catedralelor și bisericilor, fie locurile de rugăciune erau împărțite între creștini si musulmani. Spre exemplu, un sfert din catedrala din Ḥimṣ a fost făurită într-o moschee, în timp ce moscheea din Alep a fost o construcție nouă. Tot al-Baladhūrī relatează faptul că, în timpul domniei califului ʿUṯmān, Muʿāwiya, pe atunci guvernator al Siriei, a transferat populații musulmane în teritoriile ocupate de-a lungul coastei Tir, Acca și Antiohia. 
Damasc devine capitala noului imperiu musulman după ce Muʿāwiya este proclamat calif la Ierusalim (660). Pentru apărarea tronului și extinderea teritoriului islamic, califul se baza pe sirienii care erau încă predominant creștini dar și pe siro-arabi. Muʿāwiya a reușit să creeze o societate musulmană bine organizată. Convertirea populației din Siria, Mesopotamia și Persia nu este un eveniment brusc, ci un proces îndelungat și complex, iar convertirea a fost o opțiune de natură personală, căci islamul nu a susținut convertirea fortață, ci a impus legi și reforme diferite pentru fiecare pătură socială. Creștinii, iudeii și sabieni beneficiau de protecție în imperiului islamic, fiind religiile monoteistă recunoscute si protejate de islam, iar aceste comunități erau cunoscute ca ẓimmī. Aceste comunități protejate au supraviețuit mult timp de-a lungul stăpânirii islamice. Procesul de convertire a durat mult timp și nu este unul uniform, iar procesul a variat în funcție de circumstanțele locale dar au depins și de caracterul specific al relațiilor dintre credințele particulare și politica musulmană. Ẓimmī nu aveau obligații militare, spre deosebire de musulmani. 
Cauza primordială a convertirii la islam a fost scutirea de taxe. În perioada omeiadă, pe treapta socială imediat următoare familiei cuceritoare și a aristocrației arabe, se aflau cei care s-au convertit la islam ulterior și aveau obligația de a plăti waqf și zakat, un impozit funciar pe teren care revenea întregii comunități musulmane și beneficiau și de o alocație. Non-musulmanii aveau obligația de a plăti un tribut substanțial: ǧizya sau ẖarāǧ. Islamizarea populației cucerite a fost un proces pasiv, însă un alt factor care a contribuit a fost dispariția elitelor grecești după multe secole de la cucerire. În plus, interacțiunile dintre vorbitorii de arabă beduini și tăranii vorbitori de siriacă din Siria si Iraq au încurajat acceptarea pasivă a islamului.